# 4497 Таґуті
4497 Таґу́ті (4497 Taguchi) — астероїд головного поясу, відкритий 4 січня 1989 року.
Тіссеранів параметр щодо Юпітера — 3,441.
Названо на честь Таґуті (яп. たぐち(田口) таґуті).